# Hlöðuvík
Hlöðuvík ist eine Bucht in den Westfjorden im Nordwesten Islands.
Diese Bucht liegt im Gebiet von Hornstrandir zwischen den Bergen Hælavíkurbjarg im Osten und dem Kjalárnúpur im Westen. Sie ist fast 6 Kilometer breit und reicht gut 3,5 Kilometer weit in das Land. Sie unterteilt sich in die Buchten Hælavík im Osten sowie Hlöðuvík und Kjaransvík im Westen. Zusammen werden sie Víkurnar genannt. In der Bucht gibt es keine ständig bewohnten Häuser und sie ist nicht über Pisten oder gar Straßen erreichbar.